# Timmernabben
Timmernabben est une localité de Suède dans la commune de Mönsterås, située dans le comté de Kalmar.
Sa population était de 1 399 habitants en 2019.
De nos jours, il s'agit principalement d'un village de banlieue sur la côte de la Baltique, sans quasiment aucune industrie ou service. Les seules exceptions sont l'atelier d'amandes brûlées Råsnäs, la fumerie de poisson et l'usine de céramique Gabriel Keramik.
Le village a un passé de port d'expédition de bois, ce qui lui a donné son nom : « la péninsule d'où l'on expédie du bois ». Cette activité a débuté dans les années 1680 et s'est poursuivie jusqu'au début des années 1900. Les chantiers navals étaient une industrie connexe qui a débuté dans les années 1840. Dix ans plus tard, le petit village possédait trois quais d'expédition où l'on construisait des bricks. La flotte marchande suédoise a fait construire environ 70 navires à Timmernabben entre 1850 et 1900. Lorsque les coques en acier sont devenues courantes et que les navires sont devenus plus grands, l'industrie du transport maritime a disparu aussi rapidement qu'elle s'était développée six décennies plus tôt.
Aujourd'hui, la marina et un petit musée de la marine sont les seuls vestiges de ce passé maritime.